# La rosa de Guadalupe
La rosa de Guadalupe è una serie televisiva messicana prodotta da Miguel Ángel Herros che va in onda a partire dal 5 febbraio 2008.

## Trama
Ogni episodio è diverso, come i vari personaggi e una buona parte del cast. La trama ruota attorno a un devoto/a alla Vergine di Guadalupe, che prega per colui che cerca di proteggere una terza persona. Allo stesso tempo, una rosa bianca compare davanti ad un altare o un'immagine della Madonna che appartiene alla persona che ha pregato e rimangono durante tutto lo sviluppo della storia. Il fatto che sono presenti fa capire che la richiesta alla santa è stata ascoltata.
Al culmine della storia, che è il momento in cui il personaggio principale è in una situazione grave, la persona più vicina chiede alla santa di intercedere e di venire in soccorso. Risolto il problema, il personaggio principale è colpito da un vento che rappresenta l'intervento della Vergine di Guadalupe, e alla fine della puntata la rosa bianca scompare, con un personaggio che narra il proprio messaggio come fosse una morale.
Dal 2017 l'attrice Helena Rojo è la narratrice di ogni episodio.

## Trasmissione
Dal 2011 il programma va in onda il lunedì, mercoledì e venerdì alle 17:15 da sull'emittente messicana Las Estrellas, lasciando spazio il martedì e giovedì a una serie simile intitolata Como dice el dicho. Dal 1º gennaio 2016, va in onda dal lunedì al venerdì alle 17:30.
Dal 22 agosto 2016 passa alle ore 18:00, come parte della nuova programmazione di Televisa, mentre dall'8 maggio 2017, la serie cambia di nuovo orario, andando in onda alle 18:30

## Episodi
| Stagione | Episodi | Prima TV in Messico | Prima TV in Messico |
| Stagione | Episodi | Inizio di stagione  | Finale di stagione  |
| -------- | ------- | ------------------- | ------------------- |
| 1        | 83      | 5 febbraio 2008     | 30 gennaio 2009     |
| 2        | 89      | 2 febbraio 2009     | 5 gennaio 2010      |
| 3        | 110     | 25 gennaio 2010     | 12 gennaio 2011     |
| 4        | 102     | 17 gennaio 2011     | 27 gennaio 2012     |
| 5        | 99      | 30 gennaio 2012     | 8 febbraio 2013     |
| 6        | 99      | 28 gennaio 2013     | 5 febbraio 2014     |
| 7        | 93      | 7 febbraio 2014     | 10 dicembre 2014    |
| 8        | 90      | 19 gennaio 2015     | 9 dicembre 2015     |
| 9        | 154     | 18 gennaio 2016     | 24 gennaio 2017     |
| 10       | 150     | 25 gennaio 2017     | 27 gennaio 2018     |
| 11       | 165     | 19 febbraio 2018    | 24 gennaio 2019     |
| 12       | 161     | 28 gennaio 2019     | 27 gennaio 2020     |
| 13       | 118     | 28 gennaio 2020     | 28 gennaio 2021     |
| 14       | 156     | 1º febbraio 2021    | 27 gennaio 2022     |
| 15       | N/A     | 31 gennaio 2022     | TBA                 |

## Accoglienza
La serie è un punto fermo della televisione messicana grazie alla sua popolarità tra i cattolici. Alcuni hanno criticato la serie sin dalle sue prime trasmissioni per via della scarsa recitazione, sceneggiatura e regia. Alcuni recensori hanno criticato gli effetti della scarsa fedeltà, così come la mancanza di ricerca che si occupi di determinati gruppi sociali e questioni come la dipendenza, il bullismo, la violenza domestica e l'abuso sessuale.

## Premi e nomination

### Premios TVyNovelas
| Anno | Cerimonia                 | Categoria                                      | Risultato       |
| ---- | ------------------------- | ---------------------------------------------- | --------------- |
| 2013 | Premios TVyNovelas México | Mejor programa de entretenimiento o variedades | Vincitore/trice |
| 2014 | Premios TVyNovelas México | Mejor programa de entretenimiento o variedades | Vincitore/trice |
| 2015 | Premios TVyNovelas México | Mejor programa de entretenimiento o variedades | Candidato/a     |
| 2016 | Premios TVyNovelas México | Mejor programa de entretenimiento o variedades | Candidato/a     |
| 2017 | Premios TVyNovelas México | Mejor programa de entretenimiento o variedades | Candidato/a     |

### Carnival Carolina
| Anno | Cerimonia                       | Categoria      | Risultati       |
| ---- | ------------------------------- | -------------- | --------------- |
| 2015 | Carnaval Carolina (Stati uniti) | Mejor programa | Vincitore/trice |

### Congreso Anual de Escritores Latinoamericanos
| Anno | Cerimonia                                     | Categoria   | Risultati       |
| ---- | --------------------------------------------- | ----------- | --------------- |
| 2013 | Congreso Anual de Escritores Latinoamericanos | Mejor guión | Vincitore/trice |

### Premios Bravo
| Anno | Cerimonia     | Categoria                                  | Attore/Attrice       | Risultati       |
| ---- | ------------- | ------------------------------------------ | -------------------- | --------------- |
| 2015 | Premios Bravo | Mejor actriz infantil                      | Arantza Ruiz         | Vincitore/trice |
| 2015 | Premios Bravo | Mejor actriz infantil de programa unitario | Cherry Sayta         | Vincitore/trice |
| 2013 | Premios Bravo | Mejor actor                                | Carlos Cámara Jr.    | Vincitore/trice |
| 2013 | Premios Bravo | Mejor actuación femenina                   | Marcia Coutiño       | Vincitore/trice |
| 2013 | Premios Bravo | Mejor programa unitaria                    | La rosa de Guadalupe | Vincitore/trice |
| 2010 | Premios Bravo | Mejor programa unitaria                    | La rosa de Guadalupe | Vincitore/trice |